# Frente Autonomista Aragonés
El Frente Autonomista Aragonés fue una coalición electoral creada en 1977 entre diversos partidos y grupos políticos en Aragón (España), siendo su principal activo político el Movimiento Comunista de Aragón, en aquellas fechas aún no legalizado, y en segundo plano el Partido Carlista de Aragón, que había visto bloqueada su legalización por el Gobierno. También participaron otros grupos menores. El FAA solo se presentó a las elecciones generales de 1977 con una única candidatura por la provincia de Zaragoza, donde obtuvo el siguiente resultado:
| Fecha | Votos provincia Huesca   | %                        | Dipu- tados              | Votos provincia Teruel   | %                        | Dipu- tados              | Votos provincia Zaragoza | %    | Dipu- tados | Votos total Aragón | %    | Dipu- tados | Votos total España | %    | Dipu- tados |
| ----- | ------------------------ | ------------------------ | ------------------------ | ------------------------ | ------------------------ | ------------------------ | ------------------------ | ---- | ----------- | ------------------ | ---- | ----------- | ------------------ | ---- | ----------- |
| 1977  | No presentó candidaturas | No presentó candidaturas | No presentó candidaturas | No presentó candidaturas | No presentó candidaturas | No presentó candidaturas | 4.906                    | 1,11 | -           | 4.906              | 0,74 | -           | 4.906              | 0,03 | -           |

- Datos: Q8962822